# Strage di Port Said
La strage di Port Said è il massacro avvenuto la sera del 1º febbraio 2012 al termine della partita di calcio della prima divisione egiziana tra l'Al-Masry e l'Al-Ahly. Per numero di morti e di feriti è la strage più sanguinosa della storia del calcio egiziano e una delle peggiori della storia dello sport.

## Contesto
La squadra ospite, l'Al-Ahly Sporting Club del Cairo, è la più blasonata dell'intero continente africano. I gruppi ultras dell'Al-Ahly sono tra i primi ad essere stati fondati in Egitto, nei primi anni 2000. La rivalità fra la tifoseria dell'Al-Ahly e la tifoseria dell'Al-Masry di Port Said risale almeno agli anni '50 del secolo precedente.
Nel febbraio 2011, a seguito della rivoluzione egiziana, Hosni Mubarak aveva rassegnato le dimissioni dalla carica di presidente della repubblica egiziana, che aveva mantenuto per quasi trent'anni. Il potere era passato nelle mani del Consiglio Supremo delle forze armate, fino all'elezione di Mohamed Morsi nell'agosto 2012.

## Avvenimenti
Durante la partita, in occasione dei gol e durante l'intervallo, si verificò qualche invasione di campo da parte di sostenitori dell'Al-Masry. La partita terminò con il punteggio di 3-1 per la squadra di casa.
Al termine della partita i tifosi locali invasero nuovamente il campo e inseguirono i giocatori dell'Al-Ahly, i quali si rifugiarono negli spogliatoi. I tifosi ospiti furono attaccati con bastoni, coltelli e spade. Secondo alcune testimonianze, le luci dello stadio si spensero mentre avveniva il massacro. La polizia presente allo stadio non fu in grado di fare nulla per impedire le violenze. Molte testimonianze riportano che il massacro fu aggravato dal fatto che i cancelli che avrebbero permesso la fuga ai tifosi ospiti erano chiusi e bloccati.

## Procedimenti giudiziari
Presso la Corte penale di Porto Said furono processate 73 persone, inclusi 9 agenti di polizia e 3 dirigenti dell'Al-Masry. Le prime sentenze furono emesse il 26 gennaio 2013, con la condanna a morte di 21 imputati, fra cui nessun agente. I tifosi dell'Al-Ahly reagirono con giubilo alla lettura della sentenza (che per motivi di sicurezza avvenne presso l'aula bunker della scuola di polizia del Cairo), ma poi manifestarono presso il Ministero dell'interno perché nessun agente di polizia era stato condannato. Nella città di Porto Said, appena giunse la notizia della sentenza, scoppiarono violenti scontri all'esterno del carcere nel quale erano detenuti i condannati, scontri che causarono la morte di 28 manifestanti e centinaia di feriti; anche in occasione dei funerali ci furono altri scontri e altri morti. La situazione di grande tensione e rabbia a Porto Said si protrasse per settimane.
La seconda sentenza, emessa il 9 marzo 2013, oltre a confermare le 21 condanne a morte comminò altre 24 condanne, tra cui 5 ergastoli, ed emise 28 assoluzioni; dei 9 agenti di polizia imputati solo 2 furono condannati e gli altri 7 assolti. A seguito di questa sentenza, i tifosi dell'Al-Ahly assaltarono e incendiarono la sede della Federazione calcistica egiziana nell'isola di Gezira al Cairo, adirati perché solo 2 agenti di polizia erano stati condannati.
Il 6 febbraio 2014 la Corte di cassazione ordinò la ripetizione del processo per 64 imputati e rigettò il ricorso di altri 9 imputati. Il 9 giugno 2015 la corte penale di Porto Said, nella ripetizione del processo, condannò a morte 11 persone, altre 41 persone furono condannate a una pena della durata tra i 5 e i 15 anni di reclusione e lavori forzati, mentre 21 imputati furono assolti; fra i condannati vi erano anche l'ufficiale di pubblica sicurezza Essam Samak e l'ufficiale di polizia Mohamed Saad, per i quali la pena fu ridotta da 15 a 5 anni, e il dirigente dell'Al-Wasry Mohsen Shata, che precedentemente era stato assolto.
Il 20 febbraio 2017 la Corte di cassazione confermò le condanne a morte per 10 imputati, considerati colpevoli di omicidio premeditato, tentato omicidio, banditismo, vandalismo e furto. Anche a seguito di questa sentenza si verificarono scontri tra la popolazione di Porto Said e la polizia.

## Controversie
Molti osservatori hanno accusato la polizia e il governo egiziano di aver orchestrato il massacro e di averlo agevolato, come vendetta politica perché gli ultras dell'Al-Ahly avevano preso parte attivamente alle proteste di piazza della rivoluzione egiziana. Questa tesi sarebbe supportata dal fatto che i cancelli che avrebbero dovuto consentire la fuga ai tifosi ospiti erano chiusi e che le luci dello stadio si erano spente poco dopo la fine della partita; inoltre la polizia presente non avrebbe fatto nulla per impedire le invasioni di campo e il contatto tra la due tifoserie.
Il maresciallo Tantawi, presidente del Consiglio Supremo delle forze armate, ricevendo all'aeroporto del Cairo i giocatori dell'Al-Ahly e alcuni feriti, dichiarò: «Chi sta pianificando qualcosa contro la sicurezza dell'Egitto non avrà alcuna possibilità».
Il parlamento egiziano aprì un'inchiesta, la quale nel febbraio 2012 stabilì che la responsabilità del massacro era da attribuire dei tifosi di entrambi i club e dei funzionari di sicurezza che non effettuarono perquisizioni all'ingresso dello stadio, oltre che di alcune non meglio precisate forze politiche che avrebbero approfittato delle tensioni tra i due club calcistici per «perseguire interessi politici».